# Route européenne 803
Pour les articles homonymes, voir Route 803.
La route européenne 803 est une route reliant Salamanque à Séville.